# Marija Janjić
Marija Janjić, née le 25 janvier 1989 à Čačak (Yougoslavie, aujourd'hui Serbie), est une joueuse serbe de handball évoluant au poste d'arrière gauche. 

## Biographie
Après avoir évolué dans son pays natal au ŽRK Čačak  puis au ŽORK Jagodina 
Marija Janjic rejoint le Bourg-de-Péage Drôme Handball en 2014.
Elle est élue meilleure joueuse de deuxième division française en 2017 et remporte par la même occasion le titre de championne de France de Division 2 avec son club.
Elle évolue pour la première fois de sa carrière en Ligue Féminine de Handball à partir de la saison 2017-2018.
En 2019, non conservée par Bourg-de-Péage, elle rejoint l'OGC Nice Côte d'Azur Handball pour deux saisons.

## Palmarès

### En club
compétitions nationales
- championne de France de deuxième division en 2017 (avec Bourg-de-Péage)

### Distinctions individuelles
- élue meilleure joueuse de deuxième division en 2017 (avec Bourg-de-Péage)